# 塞普蒂米烏斯·弗拉庫斯
塞普蒂米乌斯·弗拉库斯（Septimius Flaccus）是一位古羅馬將軍，公元50年他率领一支軍队远征一个“叛乱部落”，该部落正在破坏加拉曼特人控制的地区的贸易，弗拉库斯进军加拉曼特人的领土并擊敗了入侵者。然后，他越过提贝斯提山脉，进入被称为“阿吉辛巴”的土地，该土地位于被称为“河马和犀牛湖”的已被确定为乍得湖大片水域以北。